# Atsuko Hashimoto
Atsuko Hashimoto (jap. 橋本 有津子 Hashimoto Atsuko; * in der Präfektur Osaka) ist eine japanische Jazz-Organistin.

## Leben und Wirken
Atsuko Hashimoto begann ihre professionelle Karriere mit 18 Jahren in Osaka als Musikerin und Hammondorgel-Vorführerin. Mit eigenem Orgelquartett gastierte sie auf dem Osaka Jazz Festival und dem Naniwa Arts Festival. Diese Auftritte führten zur Zusammenarbeit mit Makoto Ozone und Terumasa Hino. Anfang der 1990er Jahre wurde sie Hausorganistin im Club The Don Shop in Osaka. 1999 debütierte sie in Jazzclubs der Vereinigten Staaten und trat seitdem auch auf zahlreichen Festivals auf. 2001 tourte sie mit Diana Krall in Japan. Sie legte auch einige Alben mit Jazzstandards unter eigenem Namen vor, bei denen sie mit dem Schlagzeuger Jeff Hamilton zusammenarbeitete, mit dem sie auch 2007 auf dem Monterey Jazz Festival konzertierte.

## Diskographische Hinweise
- Jazz Organ Tribute (YS organ-ize Records, 1999)
- Full Organ (Selbstverlag, 2003)
- Songs We Love (Thousand Days, 2007)
- Introducing Atsuko Hashimoto (Azica, 2008) mit Jeff Hamilton, Houston Person
- Time After Time (Thousand Days, 2008) mit Jeff Hamilton
- Until the Sun Comes Up (Capri, 2011)